# Boklotteriets stipendiater 1953
Boklotteriet startade 1948 på initiativ av författaren Carl Emil Englund. Överskottet för Boklotteriet 1952 blev cirka 130 000 kronor. Antalet lotter för Boklotteriet 1952 var 300 000. På våren 1953 var det dags att utse stipendiater.
Följande författare belönades med stipendier våren 1953:
5 000 kronor
- Johannes Edfelt
- Jan Fridegård
- Erik Lindegren
- Fritiof Nilsson Piraten

2 000 kronor
- Seth Bremberg
- Nils-Magnus Folcke
- Lars Gyllensten
- Sten Hagliden
- Tord Herne
- Arne Hirdman
- Harriet Hjorth
- Ulla Isaksson
- Bertil Schütt
- Viveka Starfelt

1 500 kronor
- Maj-Britt Eriksson
- Erik Gamby
- Bo Grandien
- Majken Johansson
- Solveig Johs
- Åke Nordin
- Gösta Pettersson
- Pär Rådström
- Arne Sand
- Sune Stigsjöö
- Ingvar Wahlén
- Gunnar Widegren
- Birger Vikström
- Helge Åkerhielm

Journaliststipendium
- Erwin Leiser  1 500 kronor

Stipendier från tidningen Vi som erhållit medel från Boklotteriet
- Gunnar Beskow 2 000 kronor
- Nils Parling 2 000 kronor
- Magda Lagerman 1 000 kronor

Boklotteriets stora pris dvs Litteraturfrämjandets stora pris  25 000 kronor
- Ivar Lo-Johansson

Boklotteriets stipendiater för övriga år finns angivna i
- 1949 Boklotteriets stipendiater 1949
- 1950 Boklotteriets stipendiater 1950
- 1951 Boklotteriets stipendiater 1951
- 1952 Boklotteriets stipendiater 1952
- 1953 Boklotteriets stipendiater 1953
- 1954 Boklotteriets stipendiater 1954
- 1955 Boklotteriets stipendiater 1955
- 1956 Boklotteriets stipendiater 1956
- 1957 Boklotteriets stipendiater 1957
- 1958 Boklotteriets stipendiater 1958
- 1959 Boklotteriets stipendiater 1959
- 1960 Boklotteriets stipendiater 1960
- 1961 Boklotteriets stipendiater 1961
- 1962 Boklotteriets stipendiater 1962
- 1963 Boklotteriets stipendiater 1963
- 1964 Boklotteriets stipendiater 1964
- 1965 Litteraturfrämjandets stipendiater 1965
- 1966 Litteraturfrämjandets stipendiater 1966
- 1967 Litteraturfrämjandets stipendiater 1967
- 1968 Litteraturfrämjandets stipendiater 1968
- 1969 Litteraturfrämjandets stipendiater 1969
- 1970 Litteraturfrämjandets stipendiater 1970
- 1971 Litteraturfrämjandets stipendiater 1971
- 1972 Litteraturfrämjandets stipendiater 1972